# Erikson Carlos Batista dos Santos
Erikson Carlos Batista dos Santos (født 26. februar 1995) er en brasiliansk fodboldspiller, som spiller for den japanske fodboldklub SC Sagamihara.